# Lothar von Faber
Johann Lothar Freiherr von Faber (12 de junio de 1817, Unterspitzgarten, † 26 de julio de 1896, Stein) fue un importante empresario alemán, es el responsable de hacer crecer a la empresa Faber-Castell.

## Biografía
Lothar von Faber nació como hijo del fabricante de plumas Georg Leonhard Faber (1788–1839) y Sophia Kupfer (1790–1845). Era nieto de Anton Wilhelm Faber. En 1836, su padre envió a Lothar, de diecinueve años, a París durante tres años y seis meses a Londres. En París adquirió los conceptos básicos del proceso de Conté y en Londres conoció al principal fabricante de lápices responsable de la aparición del grafito Cumberland. Lothar von Faber adquirió una valiosa experiencia que más tarde le sería útil.
En 1839, después de un aprendizaje de tres años en París, Lothar von Faber se hizo cargo de la fábrica de lápices A. W. Faber (ahora Faber-Castell) fundada por su bisabuelo Kaspar Faber en Stein en 1761. Se hizo cargo de su padre Georg Leonhard Faber.

### La empresa bajo Lothar von Faber
Cuando Lothar von Faber se hizo cargo de la pequeña fábrica tras la muerte de su padre, la empresa estaba al borde de la ruina. El empresario cambió el proceso de producción, compró máquinas e incorporó a su hermano Johann a la empresa como socio. En 1849 confió al hermano menor Eberhard la gestión de la primera sucursal extranjera en Nueva York. El propio Lothar von Faber se hizo cargo de las ventas en el extranjero y viajó a numerosos países con su colección de muestras. Faber introdujo mejoras significativas en la fabricación de lápices e hizo de su fábrica uno de los líderes en la fabricación de lápices. Estableció sucursales en Nueva York, París, Londres, Berlín y dirigió agencias en Viena y San Petersburgo. Empleó a más de 1200 trabajadores.
La empresa cobró un nuevo auge cuando Lothar von Faber adquirió el derecho de uso exclusivo del grafito descubierto en el este de Siberia (Montañas Sajan) a través de un contrato en 1856. También construyó una fábrica de pizarras, tizas para pizarra y esponjas en Geroldsgrün. En 1864 fue nombrado miembro vitalicio del Consejo Imperial de Baviera y en 1881 fue elevado al estatus de barón hereditario.
En 1874 presentó una petición al Reichstag. Esto impulsó la ley de protección de marcas, que entró en vigor el 1 de mayo de 1875 y que inicialmente solo protegía las marcas pictóricas.
Faber se casó con Frederike Albertine Sophie Ottilie Richter el 1 de agosto de 1847 (* 14 de enero de 1831; † 29 de enero de 1903). El único hijo de esta conexión fue Karl Friedrich Wilhelm von Faber (nacido el 1 de septiembre de 1851, † el 27 de junio de 1893), que estaba casado con Bertha Johanna Faber (nacida el 11 de abril de 1856), pero murió antes que su padre.
Lothar Freiherr von Faber murió en Stein el 26 de julio de 1896.
La empresa pasó primero a manos de su viuda, luego a su nieta Sophie Ottilie, quien se casó con el Conde Alexander zu Castell-Rüdenhausen en 1898 y con él fundó la familia del Conde von Faber-Castell. Esto también resultó en el nombre de la empresa A. W. Faber-Castell y la marca Faber-Castell, que todavía es válida en la actualidad.

### Compromiso social y honores
Lothar von Faber estableció un plan de seguro médico empresarial ya en 1844 (hoy: BKK Faber-Castell & Partner). Creó un fondo para los empleados que habían trabajado para él durante más de 25 años. El establecimiento de un jardín de infancia, baños para los trabajadores y la biblioteca de la fábrica completaron su compromiso. El municipio de Stein también compartió el éxito del empresario. Faber desempeñó un papel clave en la construcción de la iglesia evangélica y la construcción de 20 casas para trabajadores en Stein. Participó en la fundación de un establecimiento comercial en Núremberg en 1869. El 21 de febrero de 1883, el barón solicitó al Ministerio del Interior del Estado Real de Baviera la aprobación de una compañía de seguros de vida, y al año siguiente se fundó el Banco de Seguros de Vida de Núremberg. El Nürnberger Versicherung de hoy, con sede en Núremberg, se desarrolló a partir de esto.
Además, él y su esposa crearon varias fundaciones.
Por su importancia como gran industrial y su compromiso social, la ciudad de Núremberg le otorgó la ciudadanía de honor en 1861. El Colegio Técnico Estatal Lothar von Faber en Núremberg lleva su nombre.